# Jan Data (językoznawca)
Jan Data  (ur. 5 kwietnia 1940, zm. 16 lipca 2020) – polski językoznawca, dr hab.

## Życiorys
W 1970 obronił pracę doktorską, w 1984 habilitował się na podstawie pracy. Został zatrudniony na stanowisku profesora w Bałtyckiej Wyższej Szkole Humanistycznej w Koszalinie i profesora nadzwyczajnego w Instytucie Filologii Polskiej na Wydziale Filologicznym Uniwersytetu Gdańskiego.
Był kierownikiem w Katedrze Literaturoznawstwa na Wydziale Humanistycznym Bałtyckiej Wyższej Szkole Humanistycznej w Koszalinie.
Zmarł 16 lipca 2020.